# قائمة مسابقات ألعاب القوى

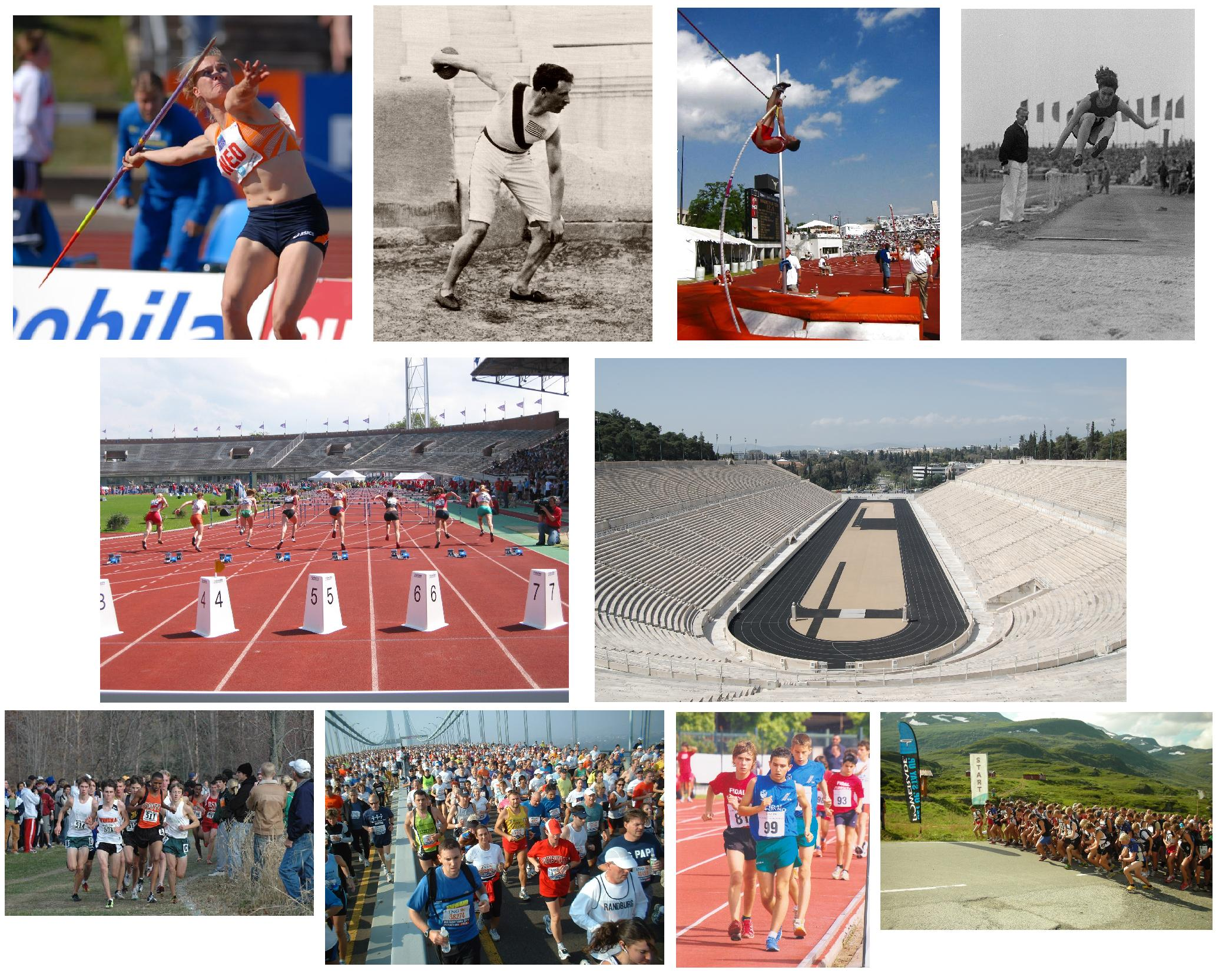
تتضمن ألعاب القوى مجموعة منوعة من سباقات الركض والمشي والقفز والرمي

تعرف ألعاب القوى بالعديد من الفعاليات التي تكوّن برامج اللعبة التنافسية. فجميع المنافسات التي تتم ضمن هذه الرياضة تكون إما في إطار المشي أو الركض أو القفز أو الرمي. وتقسم هذه الفعاليات إلى الرياضات الفرعية التالية: سباق المشي، سباق الطرقات، سباقات المضمار والميدان، العدو الريفي
لعبت ألعاب القوى في الألعاب الأولمبية الصيفية دوراً هاماً في تشكيل وصياغة السباقات الأكثر شعبية في رياضة ألعاب القوى.
تعتبر بطولة العالم لألعاب القوى الحدث العالمي الأول لهذه الرياضة، حيث تجري فيها معظم فعاليات بطولة العالم في أنواع رياضات القوى. يقتصر عدد قليل من السباقات على بطولة العالم لألعاب القوى داخل الصالات كسباق ركض 60 متر.
ثمة بطولتان عالميتان تقامان بشكلٍ منفصل، وهما بطولة العالم لنصف الماراثون وبطولة العالم للعدو الريفي. سباق العدو الريفي هو أحد الفعاليات الكثيرة التي كانت جزءاً من مسابقات الأولمبياد، لكنها لم تعد كذلك. بعض السباقات كٍسباق الميل حافظت على شعبيتها الكبيرة في المنافسات، على الرغم من عدم إدارجها في الجدول الأولمبي أو بطولة العالم.

## فعاليات بطولات العالم والدورات الأولمبية
مفتاح:
  يظهر في جدول المنافسات الحالي

### المسابقات الحالية
| السباق                      | وضع ألعاب القوى في الألعاب الأولمبية الصيفية | وضع ألعاب القوى في الألعاب الأولمبية الصيفية         | وضع بطولة العالم لألعاب القوى     | وضع بطولة العالم لألعاب القوى             | وضع بطولة العالم لألعاب القوى داخل الصالات | وضع بطولة العالم لألعاب القوى داخل الصالات |
| السباق                      | رجال                                         | سيدات                                                | رجال                              | سيدات                                     | رجال                                       | سيدات                                      |
| --------------------------- | -------------------------------------------- | ---------------------------------------------------- | --------------------------------- | ----------------------------------------- | ------------------------------------------ | ------------------------------------------ |
| 60 متر                      | 1900 - 1904                                  |                                                      |                                   |                                           | 1985 - حتى الآن                            | 1985 - حتى الآن                            |
| 100 متر                     | 1896 – حتى الآن                              | 1928 – حتى الآن                                      | 1983 – حتى الآن                   | 1983 – حتى الآن                           |                                            |                                            |
| 200 متر                     | 1900 – حتى الآن                              | 1948 – ألعاب القوى في الألعاب الأولمبية الصيفية 2012 | 1983 – حتى الآن                   | بطولة العالم لألعاب القوى 1983 – حتى الآن | 1985 – 2004                                | 1985 – 2004                                |
| 400 متر                     | 1896 – حتى الآن                              | 1964 – حتى الآن                                      | 1983 – حتى الآن                   | 1983 – حتى الآن                           | 1985 – حتى الآن                            | 1985 – حتى الآن                            |
| 800 متر                     | 1896 – حتى الآن                              | 1928، 1960 – حتى الآن                                | 1983 – حتى الآن                   | 1983 – حتى الآن                           | 1985 – حتى الآن                            | 1985 – حتى الآن                            |
| 1500 متر                    | 1896 – حتى الآن                              | 1972 – حتى الآن                                      | 1983 – حتى الآن                   | 1983 – حتى الآن                           | 1985 – حتى الآن                            | 1985 – حتى الآن                            |
| 3000 متر                    |                                              | 1984 – 1992                                          |                                   | 1983 – 1993                               | 1985 – حتى الآن                            | 1985 – حتى الآن                            |
| 5000 متر                    | 1912 – حتى الآن                              | 1996 – حتى الآن                                      | 1983 – حتى الآن                   | 1995 ‏ – حتى الآن                          |                                            |                                            |
| 10000 متر                   | 1912 – حتى الآن                              | 1988 ‏ – حتى الآن                                     | 1983 – حتى الآن                   | 1987 ‏ – حتى الآن                          |                                            |                                            |
| 60 metres hurdles           |                                              |                                                      |                                   |                                           | 1985 – حتى الآن                            | 1985 – حتى الآن                            |
| 100 متر حواجز               |                                              | 1972 – حتى الآن                                      |                                   | 1983 – حتى الآن                           |                                            |                                            |
| 110 متر حواجز               | 1896 – حتى الآن                              |                                                      | 1983 – حتى الآن                   |                                           |                                            |                                            |
| 400 متر حواجز               | 1900 – حتى الآن ( ما عدا عام 1912)           | 1984 – حتى الآن                                      | 1983 – حتى الآن                   | 1983 – حتى الآن                           |                                            |                                            |
| 3000 متر موانع              | 1920 ‏ – حتى الآن                             | 2008 – حتى الآن                                      | 1983 – حتى الآن                   | 2005 ‏ – حتى الآن                          |                                            |                                            |
| نصف الماراثون (في الطرقات)  |                                              |                                                      | 1992 – حتى الآن (ما عدا عام 2006) | 1992 – حتى الآن (ما عدا عام 2006)         |                                            |                                            |
| ماراثون (في الطرقات)        | 1896 – حتى الآن                              | 1984 – حتى الآن                                      | 1983 – حتى الآن                   | 1983 – حتى الآن                           |                                            |                                            |
| 20 كيلومتر مشي (في الطرقات) | 1956 – حتى الآن                              | 2000 – حتى الآن                                      | 1983 – حتى الآن                   | 1999 – حتى الآن                           |                                            |                                            |
| 50 كيلومتر مشي (في الطرقات) | 1932 – حتى الآن (ما عدا عام 1976)            |                                                      | 1983 – حتى الآن                   |                                           |                                            |                                            |
| العدو الريفي                | 1912 – 1924                                  |                                                      | 1973 – حتى الآن                   | 1973 – حتى الآن                           |                                            |                                            |
| 100 متر تتابع               | 1912 – حتى الآن                              | 1928 – حتى الآن                                      | 1983 – حتى الآن                   | 1983 – حتى الآن                           |                                            |                                            |
| سباق 400 متر تتابع          | 1912 – حتى الآن                              | 1972 – حتى الآن                                      | 1983 – حتى الآن                   | 1983 – حتى الآن                           | 1991 – حتى الآن                            | 1991 – حتى الآن                            |
| قفز بالزانة                 | 1896 – حتى الآن                              | 2000 – حتى الآن                                      | 1983 – حتى الآن                   | 1999 – حتى الآن                           | 1985 – حتى الآن                            | 1997 – حتى الآن                            |
| القفز العالي                | 1896 – حتى الآن                              | 1928 – حتى الآن                                      | 1983 – حتى الآن                   | 1983 – حتى الآن                           | 1985 – حتى الآن                            | 1985 – حتى الآن                            |
| القفز الطويل                | 1896 – حتى الآن                              | 1948 – حتى الآن                                      | 1983 – حتى الآن                   | 1983 – حتى الآن                           | 1985 – حتى الآن                            | 1985 – حتى الآن                            |
| القفز الثلاثي               | 1896 – حتى الآن                              | 1996 – حتى الآن                                      | 1983 – حتى الآن                   | 1993 – حتى الآن                           | 1985 – حتى الآن                            | 1993 – حتى الآن                            |
| دفع الجلة                   | 1896 – حتى الآن                              | 1948 – حتى الآن                                      | 1983 – حتى الآن                   | 1983 – حتى الآن                           | 1985 – حتى الآن                            | 1985 – حتى الآن                            |
| رمي القرص                   | 1896 – حتى الآن                              | 1928 – حتى الآن                                      | 1983 – حتى الآن                   | 1983 – حتى الآن                           |                                            |                                            |
| رمي المطرقة                 | 1900 – حتى الآن                              | 2000 – حتى الآن                                      | 1983 – حتى الآن                   | 1999 – حتى الآن                           |                                            |                                            |
| رمي الرمح                   | 1908 – حتى الآن                              | 1932 – حتى الآن                                      | 1983 – حتى الآن                   | 1983 – حتى الآن                           |                                            |                                            |
| سباق الخماسي                | 1912 – 1924                                  | 1964 – 1980                                          |                                   |                                           |                                            | 1995 – حتى الآن                            |
| السباعي (ألعاب القوى)       |                                              | 1984 – حتى الآن                                      |                                   | 1983 – حتى الآن                           | 1995 – حتى الآن                            |                                            |
| العشاري (ألعاب القوى)       | 1912 – حتى الآن                              |                                                      | 1983 – حتى الآن                   |                                           |                                            |                                            |

## فعاليات أخرى شائعة
| مسافات قصيرة - 50 متر - 55 متر - 100 ياردة اندفاع - الجري السريع - 200 متر مستقيم - 440 ياردة اندفاع | مسافات متوسطة - 800 متر - ركض المسافات المتوسطة - سباق الميل - ركض المسافات المتوسطة - سباق الميلين | حواجز - 50 متر حواجز - 55 متر حواجز - 300 متر حواجز - 2000 متر موانع | التتابع - 4 × 800 متر تتابع - 4 × 1500 متر تتابع - تتابع المسافات المختلطة - تتابع المسافات القصيرة المختطلة - التتابع السويدي - Ekiden |

| سباقات الطرقات - سباق 5 كم على الطرقات - سباق 5 أميال على الطرقات - سباق 10 أميال على الطرقات - ربع ماراثون - سباق 25 كم على الطرقات - سباق 30 كم على الطرقات - ألتراماراثون | سباقات مرتبطة بالزمن - سباق ركض لمدة ساعة - سباق ركض لمدة 12 ساعة - سباق ركض لمدة 24 ساعة - سباق متعدد الأيام |

منوعات
- أوكتاثلون، من الفعاليات الرياضية المركبة، ظهر في بطولة العالم للشباب لألعاب القوى
- خماسيات الرمي وهي بطولة من نوع فعاليات رياضية مركبة من فعاليات [[بطولة الماسترز الدولية لألعاب القوى
- فيرجابين، هي رياضة قطبية في التنافس على القفز
- رمي الكرة اللينة، مسابقة ألعاب قوى يتنافس فيها اللاعبون على رمي كرة لينة